# Skoazell Vreizh
Skoazell Vreizh (Socors bretó), és una organització humanitària bretona, que té reconegut l'estatut d'associació d'utilitat pública.

## Història
Fou fundada per Yann Choucq, Xavier Grall i Gwenc’hlan Le Scouëzec el 24 de gener de 1969. El mes següent es crearen cinc comitès locals a Lannion, Nantes, Rennes, Saint-Brieuc i París. Ha estat presidit molts anys per Pierre Roy, i entre 1978 i 2006 per Pierre Loquet.
Aquesta organització humanitària té com a objectiu ajudar a les famílies dels presoners polítics bretons (suspectes de terrorisme) a tota persona que comet un acte militant bretó punible per la justícia francesa. Quan un militant és arrestat, Skoazell Vreizh pren contacte amb la seva família, per ajudar amb la despesa dels advocats i ajudar econòmicament a les esposes i fills en cas d'empresonament.
Després de la darrera onada d'atemptats del Front d'Alliberament de Bretanya en els anys setanta i l'amnistia de 1981, les ajudes han anat als membres de Stourm ar Brezhoneg. Els registres han esdevingut més seriosos en els anys 1990, en el procés a militants bretons sospitosos d'haver donat aixopluc a membres d'ETA.

## Finançament
Els seus recursos financers provenen de les donacions voluntàries o de les col·lectes fetes als festoù-noz i concerts de música. L'associació publica una revista d'informació bimestral: Kannadig.